# Japán szobrászat
A japán szobrászat az agyagfigurákkal kezdődött. Az 5. században a selyemút hatása elérte a japán szobrászatot, melyet a Kínai szobrászat erős hatása követett, illetve a Meidzsi-korral kezdődően a nyugati világ is hatással volt rá. A szobrokat helyi boltokban készítették, melyeket a szobrászat és festészet területein is felhasználtak. A legtöbb szobor lakóhelyek előtt és fontos épületek falai mentén volt elhelyezve.

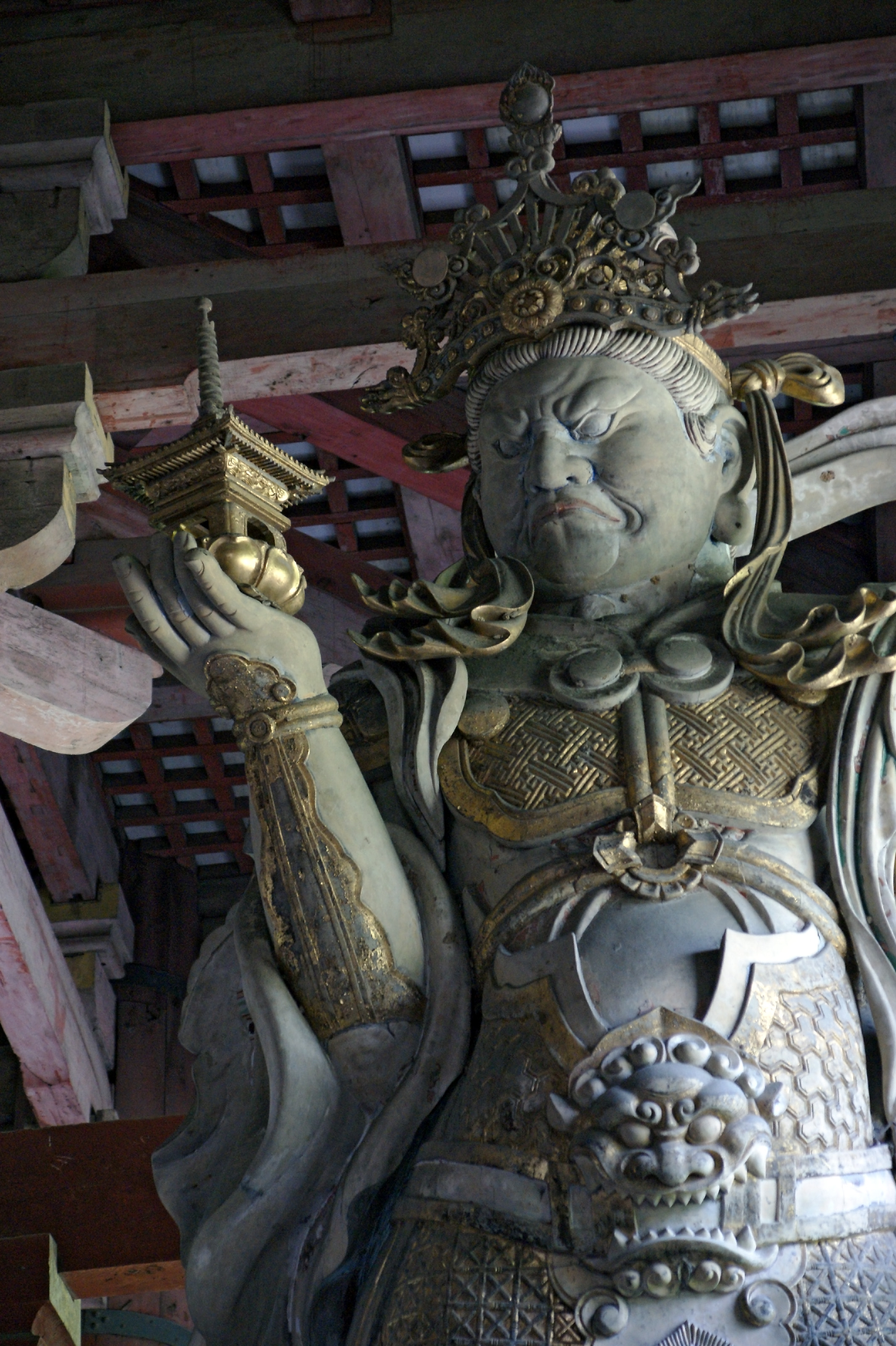
Tamonten, Tódai-dzsi, fa, Edo-kor

A legtöbb japán szobrot a buddhizmusból és a sintó istenek animisztikus rítusaiból származtatják. Az összes művészeti terület közül a szobrászat volt az, amely leginkább a buddhizmusra összpontosult. Alapanyagnak hagyományosan fémet – legfőképp bronzot –, és fát használtak, melyet gyakran lakkozással, aranyozással, vagy élénk festékkel fedtek be. A Tokugava-kor végére, a Buddhista templomok érdeklődésének és a nemesség elvesztésével, a hagyományos szobrok – a miniatűr szobrok kivételével – nagy mennyisége eltűnt.

## Történelem

### Kezdetleges művészet

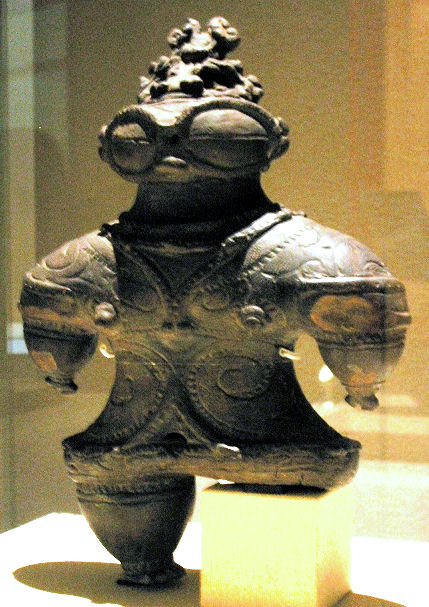
Dogú, vagy szobrocska a késői Dzsómon-korból

A primitív művészet példái minden esetben a modern művészet azonos karakterisztikáival rendelkeznek: ez alól az ősi japán agyagfigurák, a dogú (土偶) és a haniva (埴輪) sem kivételek.
Nehéz megmondani, hogy pontosan mikor jelent meg az emberi élet a japán szigetvilágon, de ezek az ősi lakosok voltak azok, akiktől az első, megmunkálatlan japán művészeti termékek származtak, mint például a korai égetett agyagedények, vagy a dogúnak nevezett agyagfigurák, melyek valószínűleg valamilyen vallásos természet megnyilvánulásai lehettek. Némely figura termékenységet szimbolizált, másokat pedig kezdetleges szertartások különböző formáira használtak fel.
A hanivák terrakotta agyagszobrok, eleinte henger alakúak voltak, melyeket a Kofun-kor sírhalmai köré helyeztek, hogy stabilizálják a földet és megtartsák a sír tetejét. Később e szobrok formája átalakult; embereket, állatokat és házakat ábrázoltak, miközben továbbra is megtartották az eredeti forma egyszerűségét. A legtöbb haniva körülbelül 60 centiméter volt. Egy Nihonsokiban (Japán krónika) lejegyzett legenda szerint egy császár elrendelte, hogy a hagyománnyal ellentétben, a korábbi uralkodó szolgálóit ne élve temessék el a császárral együtt, hanem a sír köré helyezzenek ki agyagfigurákat, melyek a szolgálókat szimbolizálták. Ez azonban ellentmond annak a ténynek, hogy a legelső hanivák egyszerű hengerek voltak. Később ezek a szobrok vallási jelentőséggel is bírtak.

### Aszuka és Hakuhō kor

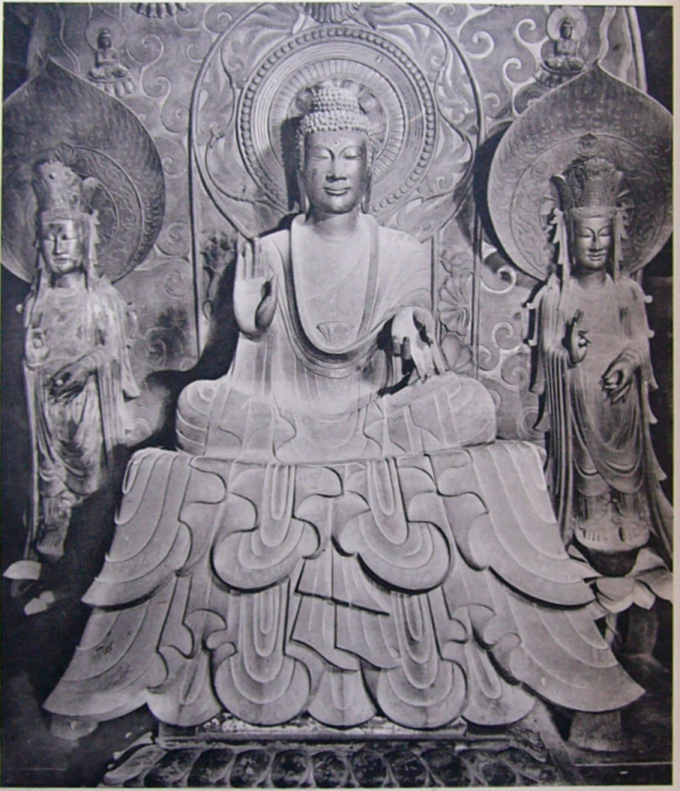
Shaka triád, Hórjúdzsi

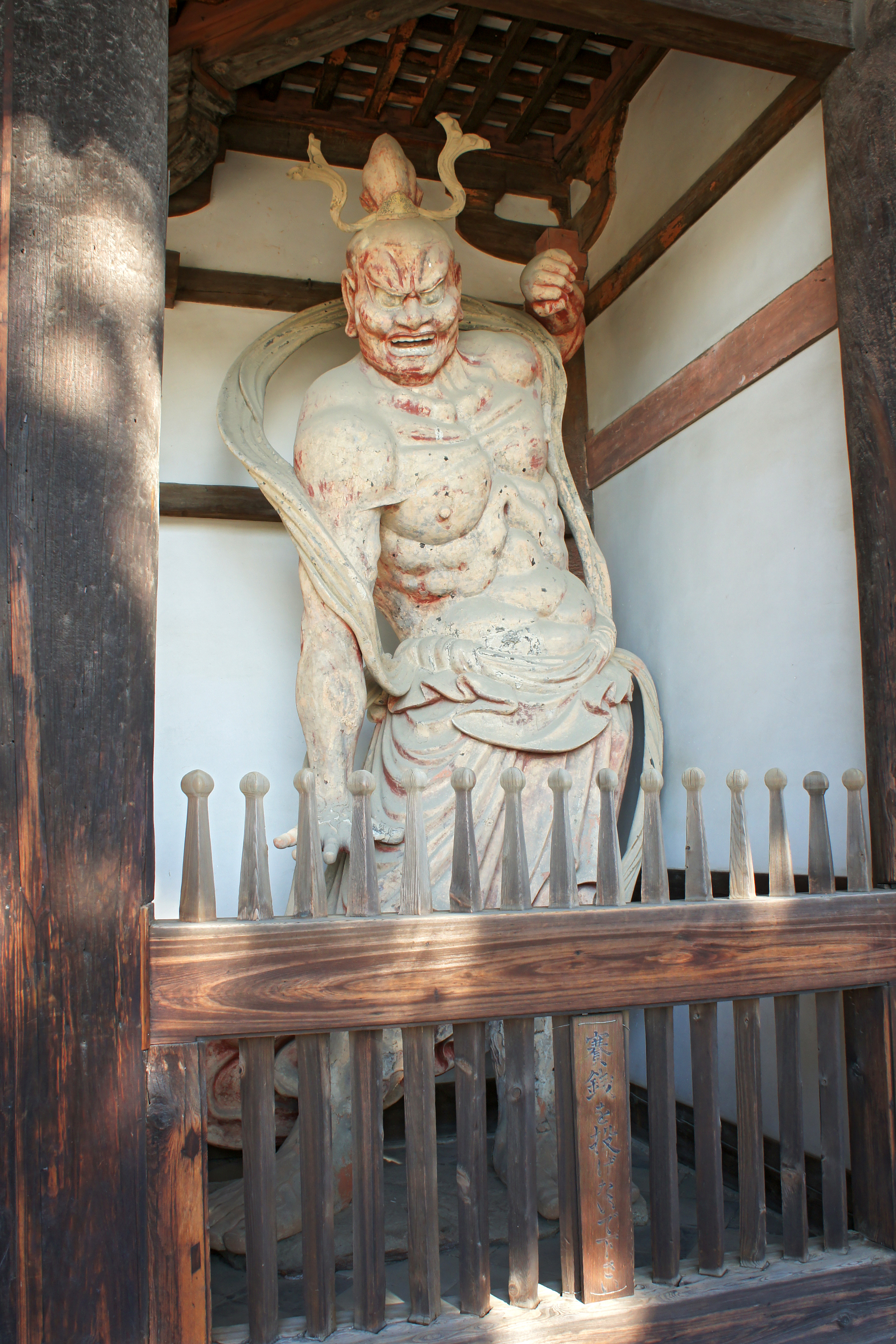
Egy őrködő isten szobra (Kongó rikisi), Hórjúdzsi, agyag és fa, 711

A 6. században az ázsiai kontinensről beáramló hatások, legfőképp a buddhizmus, fejlődésre ösztökélték a még akkoriban primitív japán művészetet. Az új vallással együtt képzett művészek és kézművesek, iparosok érkeztek Kínából, hogy felépítsék templomaikat és szobraikat, és hogy átadják tudásukat a helyieknek.
A buddhista művészet legkorábbi formájának nagyszerű pompája talán a 7. századi, Narában, a Hórjúdzsi templomában található, melynek gondosan elhelyezett épületei – pagodák, csarnokok, harangtorony és más, tetővel ellátott folyosóval összekötött épületek –, illetve a csarnokaikban tárolt számtalan művészeti kincs az ősi korszak auráját őrzik.
Nara és környéke őrzi az ország buddhista művészet korai termékeinek nagy részét. E korszak szobrászatán látható az ázsiai kontinens (kínai és koreai) hatása, csak úgy, mint a későbbi korokéin is. A kor említésre méltó szobrásza, Tori Bussi művészetében az Északi-Vei stílust követte, és megalapította azt a létesítményt, amely később a szobrászatban a Tori iskolájaként lett ismert. Tori alkotásai között ott van a Hórjúdzsi Aranycsarnokának fő jellegzetessége, a Shaka triád, illetve az ugyanott található jumedonoi („Az álmok csarnoka”) Guze Kannon szobra.
A buddhista szobrászat néhány kiemelkedő terméke az Aszuka-kort követő Hakuhō-korból származik, mikor a szobrokon a Tang-dinasztia hatása mutatkozott meg. A Tori stílus misztikus hangulatának helyét átvette egy szelíd póz és a Maitréjához hasonló, majdhogynem érzéki szépség, mely a hosszú, keskeny szemeken és a gyöngéd, nőies tulajdonságokon mutatkozik meg. Az e jellegeket körülölelő ábrándozó hangulat ellenére a szobrok teljes megközelíthetőséget kínálnak. Az aszuka-kori tartózkodó jellemvonások egy még inkább csak Japánra jellemző alakot öltenek.
A Hakuhō-kor meghatározó alkotásai közé tartozik a Jakusidzsiben található So Kannon szobra.

### Nara kor

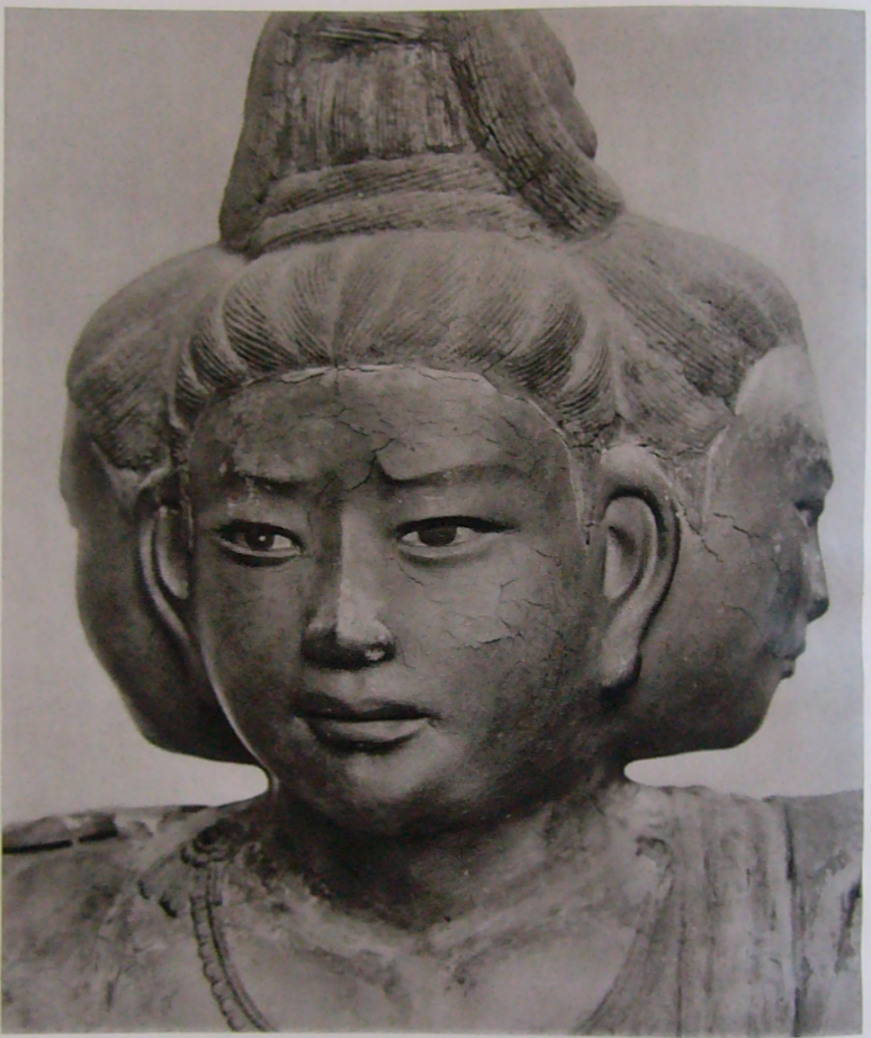
Aszúra, Kófukudzsi, lakkszobor

710 és 793 között a japán szobrászok között elterjedt az úgynevezett „Tenpyō szobrászat”, amelyre az akkoriban Kínában uralkodó Tang dinasztia stílusa volt hatással. Leginkább a valósághű arc, a szövetanyagok természetes redőzete, illetve az érzelmek finom ábrázolása jellemezte ezt a stílust. Gyakoriak voltak a több karral rendelkező szobrok is.
Sómu császár egy 743-ban kiadott törvényét követően 751-ben elkészült a világ legnagyobb bronz Buddha szobra, amely Vairócsanát ábrázolja, és a Tódaidzsi aranycsarnokában található. Habár tűzvész miatt a szobor kétszer is megrongálódott, a rekonstrukciók ellenére a szobor talpazata és a lótuszvirág levelei eredetiek.
Az akkori szobrászok általában világi személyek voltak, hivatalos státuszt és fizetést kaptak, mindemellett gyakran készítettek szobrokat szerzetesek is.

### Heian kor
794-ben a főváros áthelyezték Heiankjóba, azonban a templomok maradtak az eredeti helyükön. Sok szobrász a Narában található nagyobb templomokban tevékenykedett. Fa lett a szobrászat fő anyaga.
Stílus szempontjából a korszak két részre osztható: korai és kései Heian kor.
A korai Heian időszakban (794-től a 10. század közepéig), az ezoterikus buddhizmus szobrai virágoztak. Buddhista mesterek, mint például Kúkai és Szaicsó Kínába utaztak és egyebek között találkoztak a magas Tang stílussal. A szobrok testei egy-egy nagyobb fatömbből lettek kifaragva, és a Nara kori termékekhez képest súlyosnak, masszívnak és impozánsnak tűntek. Vaskos testrészeik és zord, tűnődő arckifejezéseik egyfajta rejtélyes és lenyűgöző érzést keltettek a szemlélőben. A sűrűn faragott redők lehettek lekerekítettek és élesek is. Az egy fatömbből való szoborfaragás technikáját icsiboku zukurinak nevezik.
A kései Heian időszakban (10. század közepétől a 11. századig) megjelent egy új stílus: könnyed, nyugodt és visszafogott jellemek és a koraihoz képest karcsúbb arányok voltak a jellemzőek. Dzsócsó mester legismertebb alkotása az 1053-ban készült Amida Buddha-szobor. Az ő nevéhez fűződik az úgynevezett joszeki zukuri technika: a korábban egyetlen nagy fatömbből faragott művekkel szemben itt több részből állították össze a szobrokat, melyeket vasszegeccsel rögzítettek egymáshoz. A technika megkönnyítette a nagyobb faszobrok készítését, azonban a később kialakuló munkamegosztásból keletkező tömeges előállítás miatt Dzsócsó után a stílus unalmassá és középszerűvé vált, illetve elvesztette egyéni kifejezőerejét.

### Kamakura kor

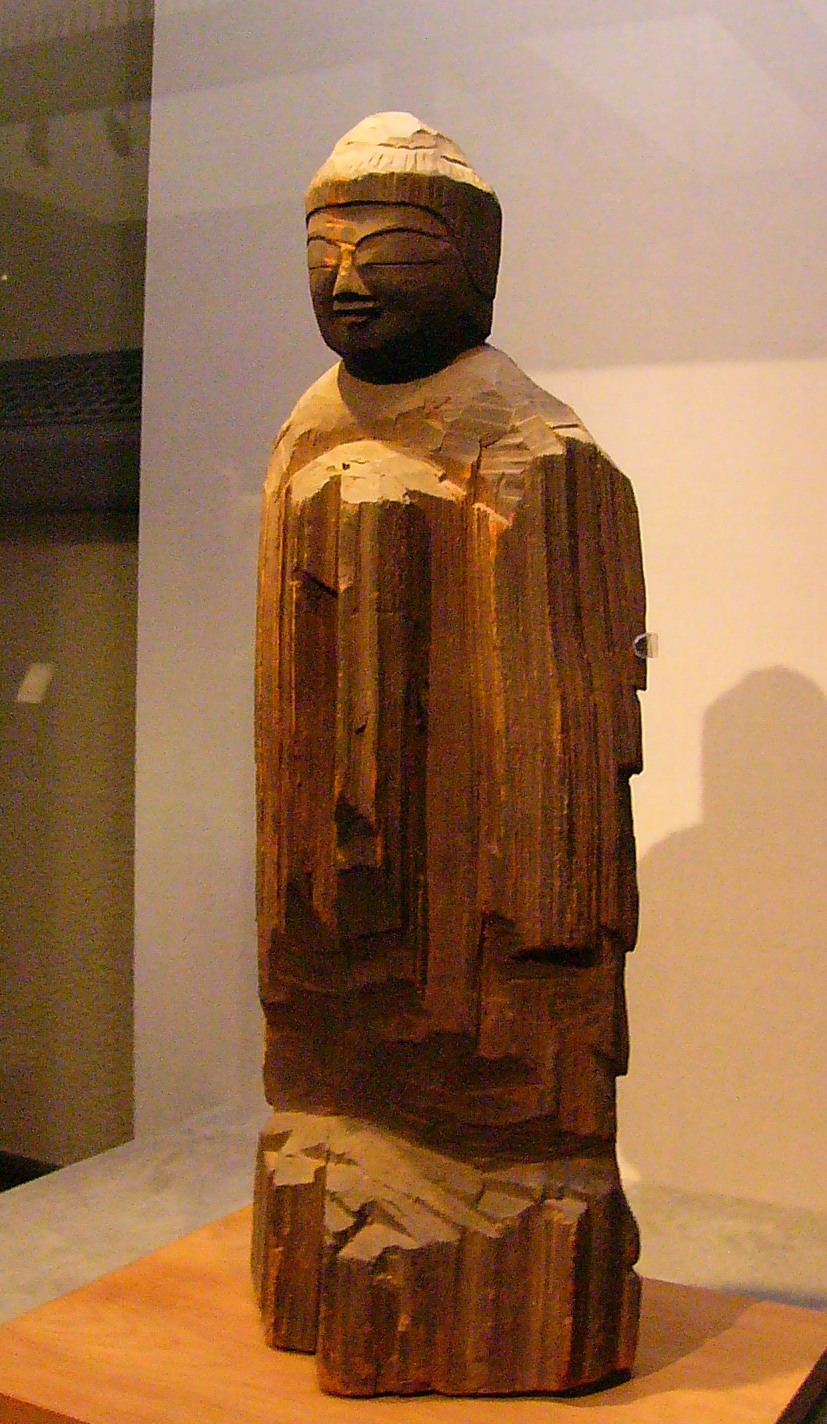
Buddha, Enku

A Kamakura-kort a „japán szobrászat reneszánszának” is nevezik. Az új trend élenjárói a Kei szobrásziskola művei voltak. Egy joszegi zukuri technikát követő, új stílust reprezentáltak: realizmus, érzelem ábrázolása, tömörség és mozdulat, melyhez a szobrászok korai nara-kori mesterműveket, és a kínai Szung-dinasztia szobrait, illetve festményeit tanulmányozták. Másfelől az agyag, lakk és terrakotta szobrok nem kaptak új erőre. A szobrászok főleg fát, illetve néha bronzot alkalmaztak.

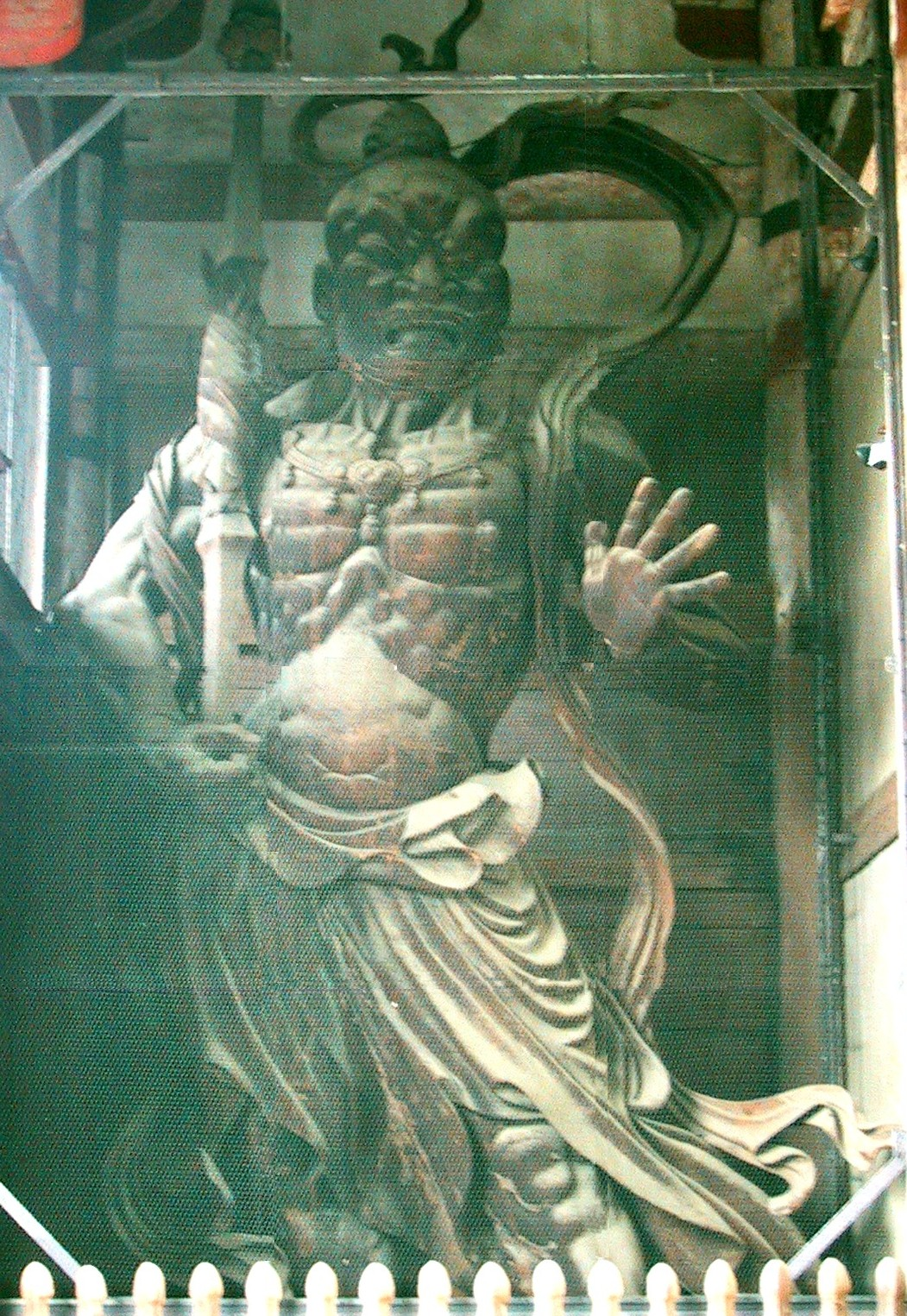
Nio, Tódai-dzsi, Unkei

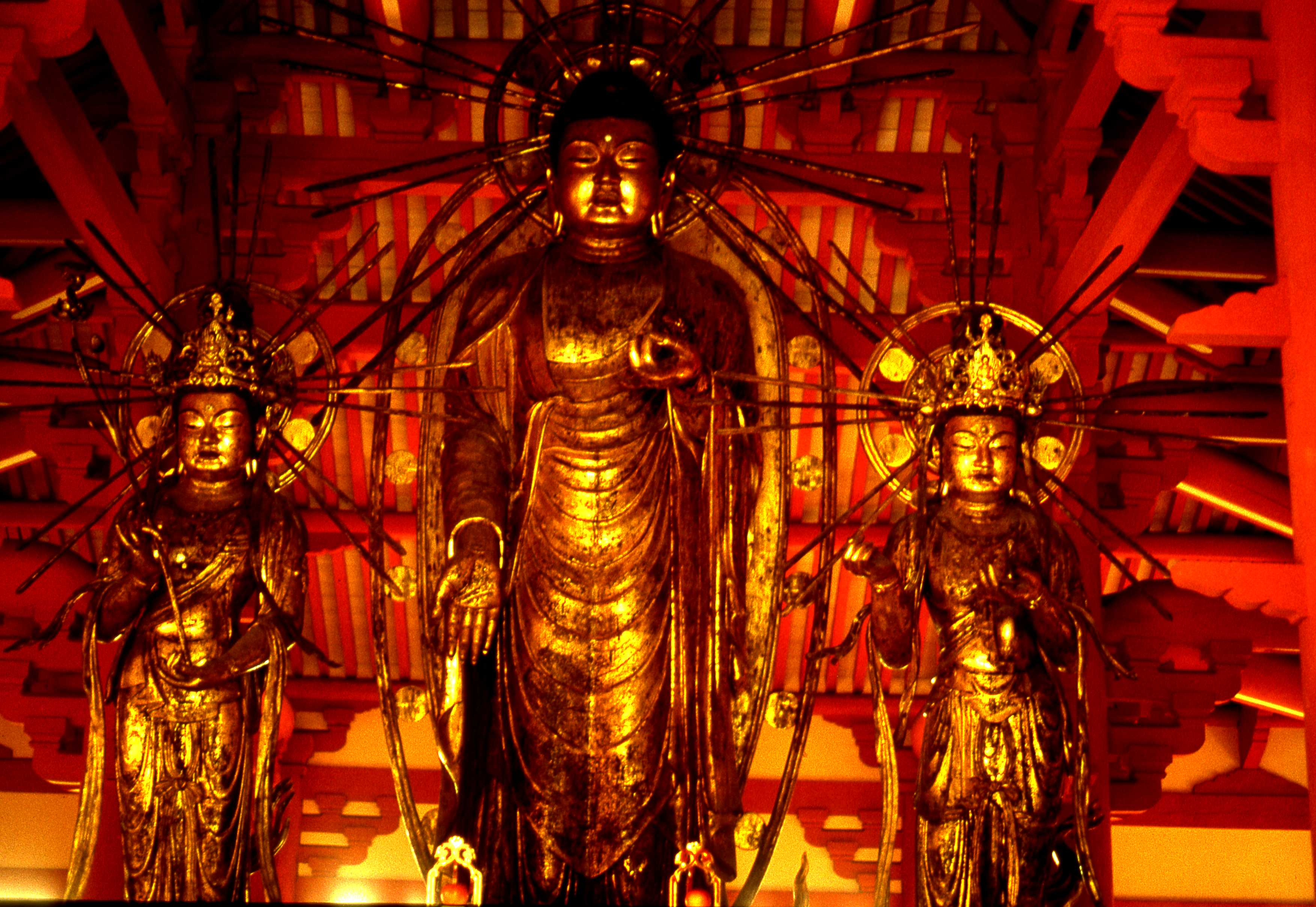
Amitábha Triád, Dzsódo dzsi (Ono), Kaikei

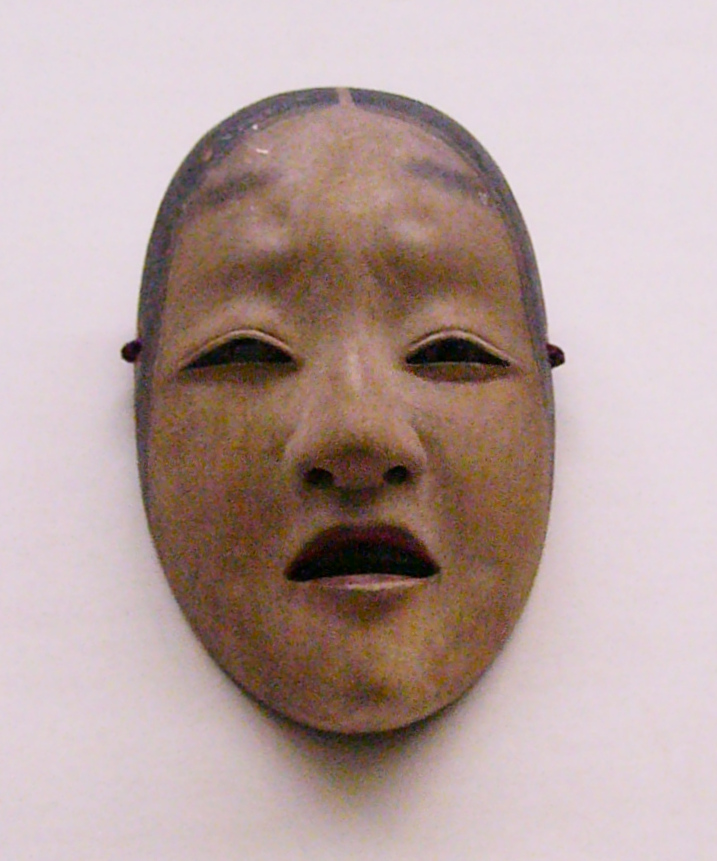
Nó maszk

A Kei-iskola Narában működött. A Kamakura korban a kiotói udvar és a Kamakura-bakufu katonai kormánya a 12. századi háborúkban leégett templomokat építtetett újjá. Rengeteg szobrot a Kei-iskola rekonstruált a sógunátus támogatásával. Számos épületet és szobrot javítottak meg. Az iskola szobrászai közül Unkei volt a legismertebb. A Tódaidzsi Kongó Rikisi szoborpárja az ő nevéhez köthető, amelyen tanítványával, Kaikei-jel, dolgozott. Kaikei Unkei hat szobrász fia közül az egyik volt, egyik legfontosabb munkája a Dzsódo dzsiben található Amitábha Triád.

### Muromacsi kor és Szengoku korszak
A Muromacsi-korban a buddhista szobrok mind minőségileg, mind mennyiségileg romlottak. A zen buddhizmus betörése, melynek esztétikai ízlése többek között a tinta festészet és az irodalom volt, az uralkodói család erejének gyengülésével együtt járó Buddhista vevőkör csökkenése, illetve a világi művészet és népi kézművesség növekvő népszerűsége mind hozzájárultak a hanyatláshoz. A korszak új műfaja a Zen mesterek portrészobrainak készítése volt.
A 15. és 17. század között a Nó maszkok faragásának művészete fejlődött és virágzott.

### Edo kor
A polgárháborúban megrongált buddhista templomok helyreállításához a szobrászokra is szükség volt. Az újabb szobrokat fából faragták és aranyozással vagy színes festékkel vonták be, de hiányzott belőlük a művészi erő. Némely buddhista szerzetes festetlen, durván körbefaragott faszobrokat alkotott. Enku és Mokujiki is ilyen szerzetesek voltak, Japánon keresztülnyúló utazásaik során hatalmas mennyiségű faszobrocskát produkáltak térítői és szertartásos célból. Archaikus és spirituális stílusukat a 20. században újraértékelték. A Nó maszkok faragásának művészete a 17. századitól jobb munkákat hozott létre.

## Modern művészet

### Nyugati technikák megismerése
A nyugati művészet (Európa művészete) ösztönözte a japán szobrászat visszatérését, és bemutatta a gipszet, a szabadtéri szobrászatot, és a szobrászat Párizsi iskolai koncepcióját, mint „művészeti formát”. A második világháború után, a japán szobrászok elfordultak a jelképes francia iskolától, az inkább agresszív és Avantgárd stílusok és anyagok felé, néha hatalmas méretekben is. Technikák és anyagok gazdagsága jellemezte ezeket az új, kísérleti szobrokat, melyeken a nemzetközi „op” (optikai csalódás) és „pop” (populáris minták) művészet ötleteinek jellegzetességei is megjelentek. Számos újító művész volt mind szobrász, mind pedig festő, kiknek új elképzelései átszelték az anyagi határokat.

### 1970-es évektől
Az 1970-es években a mono-ha iskola volt az, amely magába foglalta az ember és környezete közötti kapcsolatába tartozó olyan természeti anyagok megfelelő elhelyezését, mint a kő, fa, bambusz és papír. A mono-ha alkotóinak számára a művészet legfontosabb szempontja a felhasznált anyag volt. A tárgyak és emberek közötti kapcsolatra való fókuszálás mindenütt jelen volt a művészet világában, és ez a hazai művészi elvek és formák visszatéréséhez vezetett. Különböző buddhista koncepciók és természet iránti tiszteletet indítottak el az építészek, azzal, hogy az idő és tér problémáját orvosolni próbálták. Újraértelmezték a nyugati világnézetet és sok eszmét el is utasítottak a művészek, hogy inkább a saját környezetükhöz forduljanak inspirációért. Az 1970-es évek végétől 80-as évek végéig az alkotók a művészet egy olyan formáját hozták létre, melynek forrása és kifejezőereje mind korabeli, mind pedig ázsiai volt, de továbbra is a nemzetközi színtér része maradt. Ezek a művészek a kizárólag nyugati ideákhoz való alkalmazkodás helyett a saját individualizmusukat és nemzeti stílusukat próbálták megmutatni.
A 80-as években széles körben használták a szabadtéri szobrokat, melyek a Hakone Szabadtéri Néprajzi Múzeum 1969-es nyitásával léptek az előtérbe. A városok hatalmas szobrokat helyeztek el parkokban és plázákban. Szabadtéri múzeumok és kiállítások nyíltak, nagy hangsúlyt helyezve a szobrok természetben való elhelyezésére. Mivel Japán nem igazán rendelkezik hagyományos, szabadtéri szobrokhoz használt alapanyagokkal, a legtöbbet rozsdamentes acélból, műanyagból vagy alumíniumból készítették. A modern, fejlett technológia erős hatása érezhető a mozgékony és hajlékony alakokkal való kísérletezésben. Gyakran alkottak olyan „szobrokat”, melyek a természetet használták fel alapanyagként.
Továbbá a 80-as évek elején nagy gyorsasággal fejlődött a videoművészet. Kimagaslóan sok művész használt fát és más természetes anyagot, és gyakran belső udvarokban, illetve zárt helyiségekben helyezték el műveiket.

## Fordítás
- Ez a szócikk részben vagy egészben  a   Japanese sculpture című angol Wikipédia-szócikk fordításán alapul.  Az eredeti cikk szerkesztőit annak laptörténete sorolja fel. Ez a jelzés csupán a megfogalmazás eredetét és a szerzői jogokat jelzi, nem szolgál a cikkben szereplő információk forrásmegjelöléseként.